# Camptoprosopella media
Camptoprosopella media is een vliegensoort uit de familie van de Lauxaniidae. De wetenschappelijke naam van de soort is voor het eerst geldig gepubliceerd in 1939 door Shewell.